# ASTERIA
ASTERIA（Arcsecond Space Telescope Enabling Research In Astrophysics）是一項微型太空望遠鏡技術演示和機會性科學任務，旨在使用立方衛星進行天文物理測量。
ASTERIA由麻省理工學院和美國太空總署噴射推進實驗室合作設計的。ASTERIA 是第一顆由噴射推進實驗室建造並在太空中成功運行的立方衛星。ASTERIA最初設想是一個培訓早期職業科學家和工程師的項目，其技術目標是實現角秒級的視線指向誤差和高度穩定的焦平面溫度控制。這些技術對於精確光度測定（即隨時間測量恆星亮度）非常重要。精密光度測定法為研究恆星活動、系外行星凌日和其他天文物理現象提供了一種方法。
2017年8月14日，ASTERIA發射升空，並於2017年11月20日從國際太空站部署到近地軌道。主要任務持續90天，但衛星透過三次延長任務繼續運行745天，直到2019年12月5日最後一次成功通訊。ASTERIA於2020年4月24日墜入大氣層。ASTERIA首席研究員是加拿大裔美國天文學家和行星科學家莎拉·西格爾。